# Felsőstubnya
Felsőstubnya (szlovákul Horná Štubňa, németül Ober-Stuben, vagy Neu-Stuben) község Szlovákiában, a Zsolnai kerületben, a Stubnyafürdői járásban.

## Fekvése
Turócszentmártontól 33 km-re délre, Körmöcbányától 15 km-re északra fekszik.

## Története
Területén a régészeti leletek tanúsága szerint már a bronzkorban éltek emberek.
A falut német bányászok a német jog alapján alapították, 1390-ben „Wylehota” alakban említik először. 1405-ben a körmöci uradalom része volt. 1407-ben „Newstub”, 1415-ben „Neustuba”, 1493-ban „Felsewstubna”, 1502-ben „Wylehota” néven szerepel a forrásokban. Római katolikus temploma a 17. században épült reneszánsz stílusban. 1715-ben 34 háztartása volt. 1785-ben 79 házában 989 lakos élt.
A 18. század végén Vályi András így ír róla: „Alsó, és Felső Stubna. Két német, és tót falu Turócz Várm. földes Ura mind a’ kettőnek Körmötz-Bánya Városa, lakosai amannak evangelikusok, és ennek katolikusok, fekszenek Spitzenberg nevű, fejér krétához hasonlító földű hegynek szomszédságában; fűrész malmai nevezetesek, mellyeket Zsarnovitza vize hajt; fördője, és ispotállya is vagyon Alsó Stubnának; határbéli földgyeik középszerűek, legelőjök, fájok elég van, keresetre módgyok a’ Körmötzi Bányákban.”
1828-ban 128 háza volt 1530 lakossal. Lakói favágással, szénégetéssel, kézművességgel, főként teknővályással, fazsindely készítéssel foglalkoztak.
Fényes Elek 1851-ben kiadott geográfiai szótárában így ír a faluról: „Stubnya (Felső), (Neustuben), tót falu, Thurócz vgyében, ugyan csak a körmöczi országutban, 1516 kath., 14 evang. lak. Kath. paroch. templom. Határja részint hegyes és erdős, részint dombos és meglehetős termékeny; legelője elég lévén, lakosai sok juhot, tehenet tartanak. F. u. Körmöcz városa.”
A trianoni diktátumig Turóc vármegye Stubnyafürdői járásához tartozott.
1945-ig német többségű település volt, ekkor a németeket kitelepítették és helyükre szlovákok költöztek. Lakói mezőgazdaságból éltek, valamint a környező városok üzemeiben dolgoztak.

## Népessége
| Év:            | 1994. | 2004.   | 2014.   | 2024.   |
| -------------- | ----- | ------- | ------- | ------- |
| Emberek száma: | 1578  | 1610    | 1632    | 1627    |
| Eltérés:       |       | +2,02 % | +1,36 % | -0,30 % |

| Év:            | 2023. | 2024.   |
| -------------- | ----- | ------- |
| Emberek száma: | 1628  | 1627    |
| Eltérés:       |       | -0,06 % |

1910-ben 2528-an lakták, ebből 1974 német és 484 magyar anyanyelvű volt.
2001-ben 1606 lakosából 1488 szlovák és 82 német volt.
2011-ben 1603 lakosából 1516 szlovák és 42 német volt.

## Nevezetességei
- Szent Anna tiszteletére szentelt, római katolikus temploma 1650-ben épült a korábbi templom helyén reneszánsz stílusban. Később tornyot építettek hozzá. A templom stukkóboltozatos, szentélyében háromoldalú apszissal. A sekrestye ajtajának kerete gótikus. Északi hajójában emeletes fakarzatok láthatók, falfestményei 18. századiak. A templom  körül 1900-ban még lőréses falkerítés volt négy, hengeres bástyával.
- Nepomuki Szent János kápolnája 1814-ben épült.
- Szent Vendel kápolnája 1894-ben épült.

## Külső hivatkozások
- Községinfó
- Felsőstubnya Szlovákia térképén
- Rövid ismertető
- E-obce.sk